# کوه ویتنی
کوه ویتنی (به انگلیسی: Mount Whitney) دومین کوه بلند ایالات متحده است. این کوه به ارتفاع حدود ۴۴۲۱ متر از سطح دریا و در بین بخش‌های اینیو و تولار در جنگل ملی اینیو و جنگل ملی سکویا در کالیفرنیا واقع است.